# سينايوين يالكابالوكيرهو
سينايوين يالكابالوكيرهو (فنلندية: Seinäjoen Jalkapallokerho؛ أو إس يي كو سينايوكي أو إس يي كو) هو نادي كرة قدم فنلندي من مدينة سينايوكي. يلعب النادي حالياً (2016) في الدوري الفنلندي الممتاز، الدرجة العليا من نظام الدوري الفنلندي، والذي هو البطل الحالي له، بفوزه بلقبه الأول في عام 2015. تشكل إس يي كو بعد دمج تي بي-سينايوكي وسيبسي-78.

## روابط خارجية
- الموقع الرسمي